# Odilon-Gbènoukpo Singbo
Odilon-Gbènoukpo Singbo (Hondja, Benin, 4. siječnja 1980.) beninski i hrvatski je katolički svećenik, teolog i duhovni pisac. Bio je prvi sveučilišni kapelan Hrvatskoga katoličkog sveučilišta. Uz materinski francuski, govori latinski i hrvatski.

## Životopis

### Djetinjstvo i školovanje
Singbo je rođen na selu, od oca muslimana i majke katolkinje iz sela Bembe uz rijeku Ouémé. Rođen je u godini Beninova stjecanja neovisnosti. Odrastao je u Beninu u kojem je vladajuća ideologija sve do 1991. godine bio komunizam. Uvjet za vjenčanje njegovih roditelja bilo je očevo obraćenje na katoličanstvo, što je otac prihvatio. Singbo ima još pet sestara i brata. Obitelj je živjela u neimaštini i nepismenosti.
Školovao se uz roditeljsko dopuštenje, premda nije imao financijskih uvjeta. Više puta bio je izbacivan iz razreda kad nije mogao platiti školarinu, pa je učio od prijatelja. Unatoč neimaštini, učitelji su ga puštali svake godine u viši razred. U gimnaziji je stanarinu plaćao fizičkim radom u polju. U Hondji je išao u osnovnu školu. Nižu srednju pohađao je u mjestu Dangbou. U Porto-Novu pohađao je klasičnu gimnaziju.
Listopada 2000. godine započeo je duhovnu godinu u bogosloviji propedeutike sv. Josipa u Misseretu u Beninu. Formaciju je nastavio na bogosloviji „Msgr. Louis Parisot”. Ondje je dvije godine studirao filozofiju. Godinu dana proveo je na pastoralnoj praksi u Katoličkoj gimnaziji Gospe Lurdske u Porto-Novu.

### Studij teologije
Uz stipendiju Varaždinske biskupije, upućen je u Zagreb nastaviti teološki studij na Katoličkome bogoslovnom fakultetu Sveučilišta u Zagrebu. Tijekom studija naučio je hrvatski. Diplomirao je 2008. godine. 11. ožujka 2009. stekao je naslov magistra teologije i nagrađen je kao najbolji student u svojoj generaciji. Dobio je nagradu i za najbolji diplomski rad s temom Afričko kršćanstvo u potrazi za identitetom.
Za svećenika je zaređen 15. kolovoza 2009. godine u svojoj matičnoj biskupiji u Porto-Novu. Biskup René-Marie Ehouzou toga dana ga je imenovao misionarom u Hrvatskoj. Sljedećeg dana, u nedjelju 16. kolovoza, novozaređeni prezbiter Odilon Singbo proslavio je svoju mladu misu, uz nazočnost nemale skupine hodočasnika iz Hrvatske. Hodočasnici su bili su smješteni u samostanu Marijinih sestara u mjestu Malawi, gdje je nekad djelovao vlč. Toni Štefan iz Hrvatske. U samostanu je nekoliko domaćih i nekoliko sestara iz Hrvatske. Mlada misa vlč. Singboa bila je u njegovoj rodnoj župi Hondji, u župnoj crkvi sv. Josipa. U toj se župi prilozima vjernika i svećenika Varaždinske biskupije proširuje i dograđuje nova župna crkva. Hodočasnici su poslije posjetili Odilonovo rodno mjesto Hondji, osnovnu školu Josipa Jurja Strossmayera i Zdenac života koji je izgrađen uz nju uz pomoć Udruge svetog Vinka Paulskog iz Hrvatske. Korizmenim prilozima sagrađena je i župna crkva Svete Obitelji u Adjarri, gdje je pastoralno djelovao vlč. Štefan, kod Pastoralnog centra bl. Alojzija Stepinca, velikog zdanja u predgrađu Porto-Nova, također sagrađenog uz potporu Varaždinske biskupije.

### Teološko i pastoralno djelovanje
Trenutno je na službi u Zagrebačkoj nadbiskupiji. Đakonski praktikum je vršio u varaždinskoj župi Dobroga Pastira, a kao mladomisnik poslan je za kapelana u župu Bestovje-Novaki-Rakitje. Bio je župni vikar Župe sv. Marka Križevčanina u Zagrebu. U župi je duhovno i idejno vodio dramsku skupinu.
Objavio je knjigu kršćanskih razmišljanja Oluja će proći: S Kristom kroz korizmenu svakidašnjicu gdje čitatelja upoznaje s univerzalnim istinama i iskustvima kršćanske vjere i u određenom smislu mogućnošću iskustva i bogatstva življenja te vjere u raznovrsnosti kulturalnih tradicija.
Gostovao je u posebnom uskrsnom izdanju emisije Roberta Knjaza Svlačionica, posvećenoj trojici posebnih svećenika: vlč. Singbou, Domagoju Matoševiću i Dragutinu Goričancu.
Odlukom velikog kancelara Hrvatskoga katoličkog sveučilišta, uzoritog kardinala Bozanića, od srpnja 2016. godine vlč. Singbo razriješen je službe župnog vikara u župi Sv. Marka Križevčanina i imenovan prvim sveučilišnim kapelanom Hrvatskoga katoličkog sveučilišta. Službu kapelana obnašao je do 2021. godine.
Na Katoličkom bogoslovnom fakultetu Sveučilišta u Zagrebu 2019. godine doktorirao je radnjom Teološko-bioetičko vrednovanje transhumanističke antropologije.

## Djela
- Oluja će proći : s Kristom kroz korizmenu svakidašnjicu (2012.), duhovna razmatranja[13]
- Teološko-bioetičko vrednovanje transhumanističke antropologije (2020.)[14]
- Evanđeoske mrvice za unutarnju ekologiju (2020.), duhovna razmatranja[15]

## Vanjske poveznice
Ostali projekti
|  | Wikicitati imaju zbirke citata o temi Odilon-Gbènoukpo Singbo |

Mrežna mjesta
- Župa sv. Fabijana i Sebastijana Varaždin   Arhivirana inačica izvorne stranice od 5. studenoga 2016. (Wayback Machine) Meditacije: Odilon-Gbènoukpo Singbo: Drži je upaljenu... Gospodine
- Glas Hrvatske Gost GH: Odilon Gbenoukpo Singbo (R), 28. rujna 2016.
- Spectrum : ogledi i prinosi studenata teologije, No.3-4 Siječanj 2009. Odilon Gbenoukpo Singbo: Umjetna inteligencija u suvremenom biokibernetičkom svijetu
- Varaždinska biskupija Jasminka Bakoš-Kocijan: Svećeničko ređenje i mlada misa Odilona Singboa u Beninu, Porto-Novo, Benin, 15. – 16. 8.2009.